# Coccophagus brasiliensis
Coccophagus brasiliensis is een vliesvleugelig insect uit de familie Aphelinidae. De wetenschappelijke naam is voor het eerst geldig gepubliceerd in 1936 door Compere. Zoals de wetenschappelijke naam doet vermoeden, komt deze soort voor in Brazilië.